# 阿弥陀寺 (横浜市)

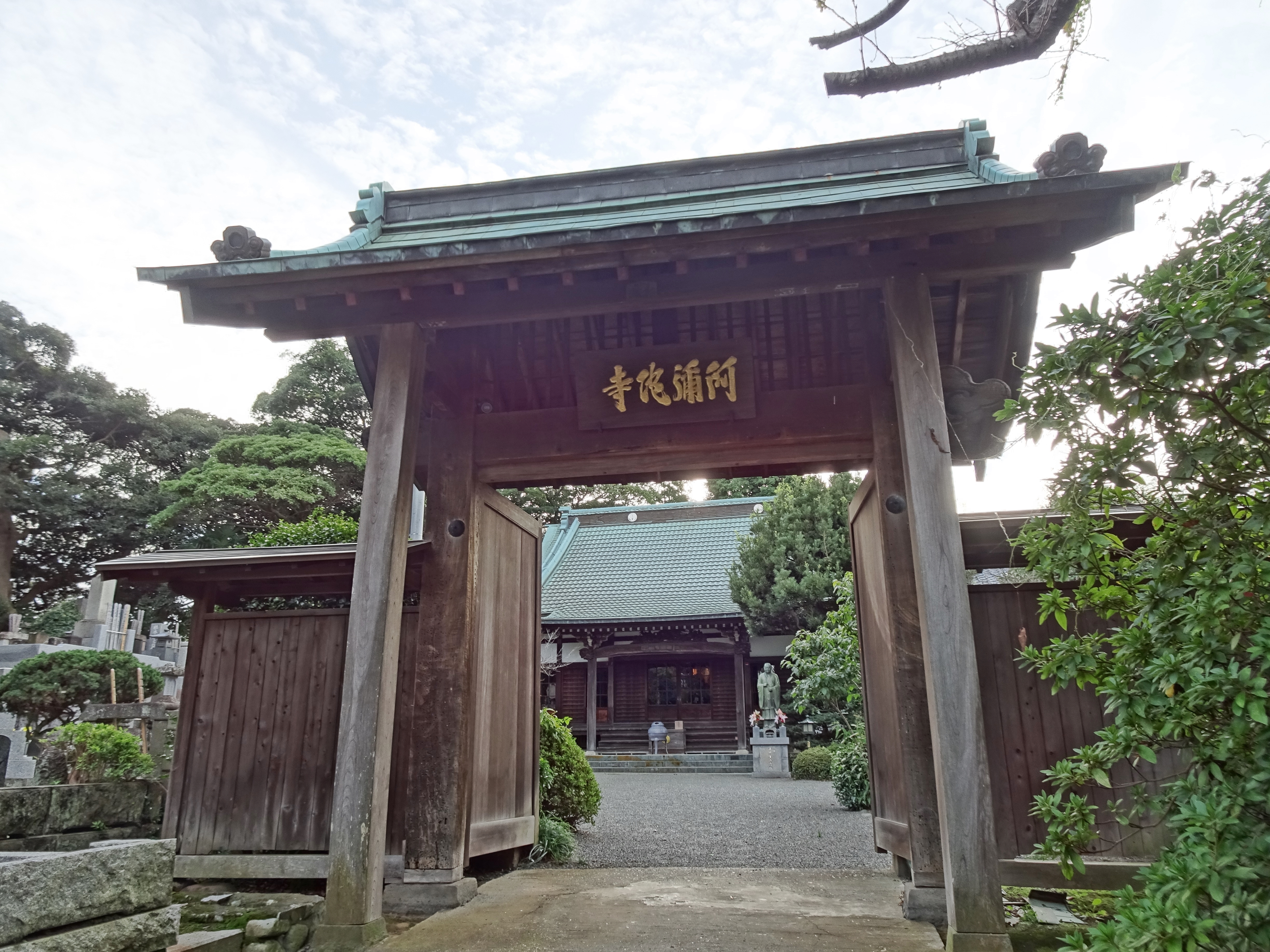
阿弥陀寺の山門

阿弥陀寺（あみだじ）は、神奈川県横浜市磯子区にある浄土宗の寺院。

## 歴史
創建年代は不明である。ただ『新編武蔵風土記稿』では、元々「道場」という場所に位置していたが、「鎌倉戦争」の時に現在地に移転したとしている。この「鎌倉戦争」は何の戦いを指しているのかは不明であるが、室町時代中期には既に存在していたものと推測される。
当寺の観音堂には観音菩薩像が安置されている。これについて、以下のような逸話がある。744年（天平16年）、「佐野近世」という人物が継母に殺された娘と先妻の菩提を弔うため松浦山に籠っていた。そこに仏師と称する翁が現れ、7日間かけて観音像を彫り近世に渡した。この像は各地を転々とした後、浄土宗本山の知恩院の了鑑の手に渡り、自分が得度した当寺に寄進したものである。通常は秘仏であるが、2021年（令和3年）に観音堂改修記念で開帳された。

## 交通アクセス
- 洋光台駅より徒歩22分。